# Cracking the Coding Interview
 (décembre 2021).
La mise en forme du texte ne suit pas les recommandations de Wikipédia : il faut le « wikifier ».
Les points d'amélioration suivants sont les cas les plus fréquents. Le détail des points à revoir est peut-être précisé sur la page de discussion.
- Les titres sont pré-formatés par le logiciel. Ils ne sont ni en capitales, ni en gras.
- Le texte ne doit pas être écrit en capitales (les noms de famille non plus), ni en gras, ni en italique, ni en « petit »…
- Le gras n'est utilisé que pour surligner le titre de l'article dans l'introduction, une seule fois.
- L'italique est rarement utilisé : mots en langue étrangère, titres d'œuvres, noms de bateaux, etc.
- Les citations ne sont pas en italique mais en corps de texte normal. Elles sont entourées par des guillemets français : « et ».
- Les listes à puces sont à éviter, des paragraphes rédigés étant largement préférés. Les tableaux sont à réserver à la présentation de données structurées (résultats, etc.).
- Les appels de note de bas de page (petits chiffres en exposant, introduits par l'outil «  Source ») sont à placer entre la fin de phrase et le point final[comme ça].
- Les liens internes (vers d'autres articles de Wikipédia) sont à choisir avec parcimonie. Créez des liens vers des articles approfondissant le sujet. Les termes génériques sans rapport avec le sujet sont à éviter, ainsi que les répétitions de liens vers un même terme.
- Les liens externes sont à placer uniquement dans une section « Liens externes », à la fin de l'article. Ces liens sont à choisir avec parcimonie suivant les règles définies. Si un lien sert de source à l'article, son insertion dans le texte est à faire par les notes de bas de page.
- La présentation des références doit suivre les conventions bibliographiques. Il est recommandé d'utiliser les modèles {{Ouvrage}}, {{Chapitre}}, {{Article}}, {{Lien web}} et/ou {{Bibliographie}}. Le mode d'édition visuel peut mettre en forme automatiquement les références.
- Insérer une infobox (cadre d'informations à droite) n'est pas obligatoire pour parachever la mise en page.

Pour une aide détaillée, merci de consulter Aide:Wikification.
Si vous pensez que ces points ont été résolus, vous pouvez retirer ce bandeau et améliorer la mise en forme d'un autre article.
Cracking the Coding Interview: 189 Programming Questions and Solutions est un livre de Gayle Laakmann McDowell sur les entretiens techniques ,. Il décrit les problèmes typiques en informatique qui sont souvent posés lors des entretiens de codage, généralement sur un tableau blanc lors des entretiens d'embauche dans les grandes entreprises technologiques telles que Google, Apple, Microsoft, Amazon.com, Facebook et Palantir Technologies.
Publié pour la première fois en 2008, il a été traduit en sept langues : espagnol , russe, chinois simplifié, chinois traditionnel, japonais, polonais et coréen. Il décrit des solutions aux problèmes courants posés lors du codage des entretiens d'embauche,. La sixième édition du manuel a été publiée en 2015.
Le livre a été cité dans des articles évalués par des pairs dans des revues scientifiques telles que PeerJ ,,.

## Les références
1. ↑  Ken Hess, « Women in Tech: Gayle Laakmann McDowell excels beyond the stereotypes », ZDNet,‎ 9 février 2012 (lire en ligne)
2. 1 2  Gayle Laakmann McDowell, Cracking the coding interview : 189 programming questions and solutions, Palo Alto, CA, 6th, 2015 (ISBN 978-0-9847828-5-7, OCLC 913477191, lire en ligne)
3. ↑  Ravisankar, « Gayle Laakmann McDowell Deconstructs the Engineering Interview Process » [archive du 31 décembre 2019], hackerrank.com, HackerRank, 2018
4. ↑  McDowell, « Tips to Crack the Coding Interview », youtube.com, Dice.com, 2012
5. ↑  Wyrich, Graziotin et Wagner, « A theory on individual characteristics of successful coding challenge solvers », PeerJ Computer Science, vol. 5,‎ 2019, e173 (ISSN 2376-5992, DOI 10.7717/peerj-cs.173)
6. ↑  Hall Jr. et Gosha, « The Effects of Anxiety and Preparation on Performance in Technical Interviews for HBCU Computer Science Majors », SIGMIS-CPR'18: Proceedings of the 2018 ACM SIGMIS Conference on Computers and People Research,‎ 2018, p. 64–69 (DOI 10.1145/3209626.3209707)
7. ↑  Ford, Barik, Rand-Pickett et Parnin, « The Tech-Talk Balance: What Technical Interviewers Expect from Technical Candidates », IEEE/ACM 10th International Workshop on Cooperative and Human Aspects of Software Engineering (CHASE),‎ 2017, p. 43–48 (DOI 10.1109/CHASE.2017.8)